# Bušanovice
Bušanovice är en ort i Tjeckien.   Den ligger i regionen Södra Böhmen, i den sydvästra delen av landet, 110 km söder om huvudstaden Prag. Bušanovice ligger 531 meter över havet och antalet invånare är 260.
Terrängen runt Bušanovice är platt åt nordost, men åt sydväst är den kuperad. Runt Bušanovice är det ganska tätbefolkat, med 65 invånare per kvadratkilometer. Närmaste större samhälle är Strakonice, 16,4 km norr om Bušanovice. I omgivningarna runt Bušanovice växer i huvudsak blandskog.